# Anacroneuria spectori
Anacroneuria spectori är en bäcksländeart som beskrevs av Bill P.Stark 2004. Anacroneuria spectori ingår i släktet Anacroneuria och familjen jättebäcksländor. Inga underarter finns listade i Catalogue of Life.